# Macrobiotus acadianus
Espèce
Synonymes
- Minibiotus acadianus Meyer & Domingue, 2011

Macrobiotus acadianus est une espèce de tardigrades de la famille des Macrobiotidae.

## Distribution
Cette espèce est endémique de Louisiane aux États-Unis.

## Publication originale
- Meyer & Domingue, 2011 : Minibiotus acadianus (Eutardigrada: Macrobiotidae), A New Species of Tardigrada from Southern Louisiana, U.S.A. Western North American Naturalist, vol. 71, no 1, p. 38-43.